# Steinlinden

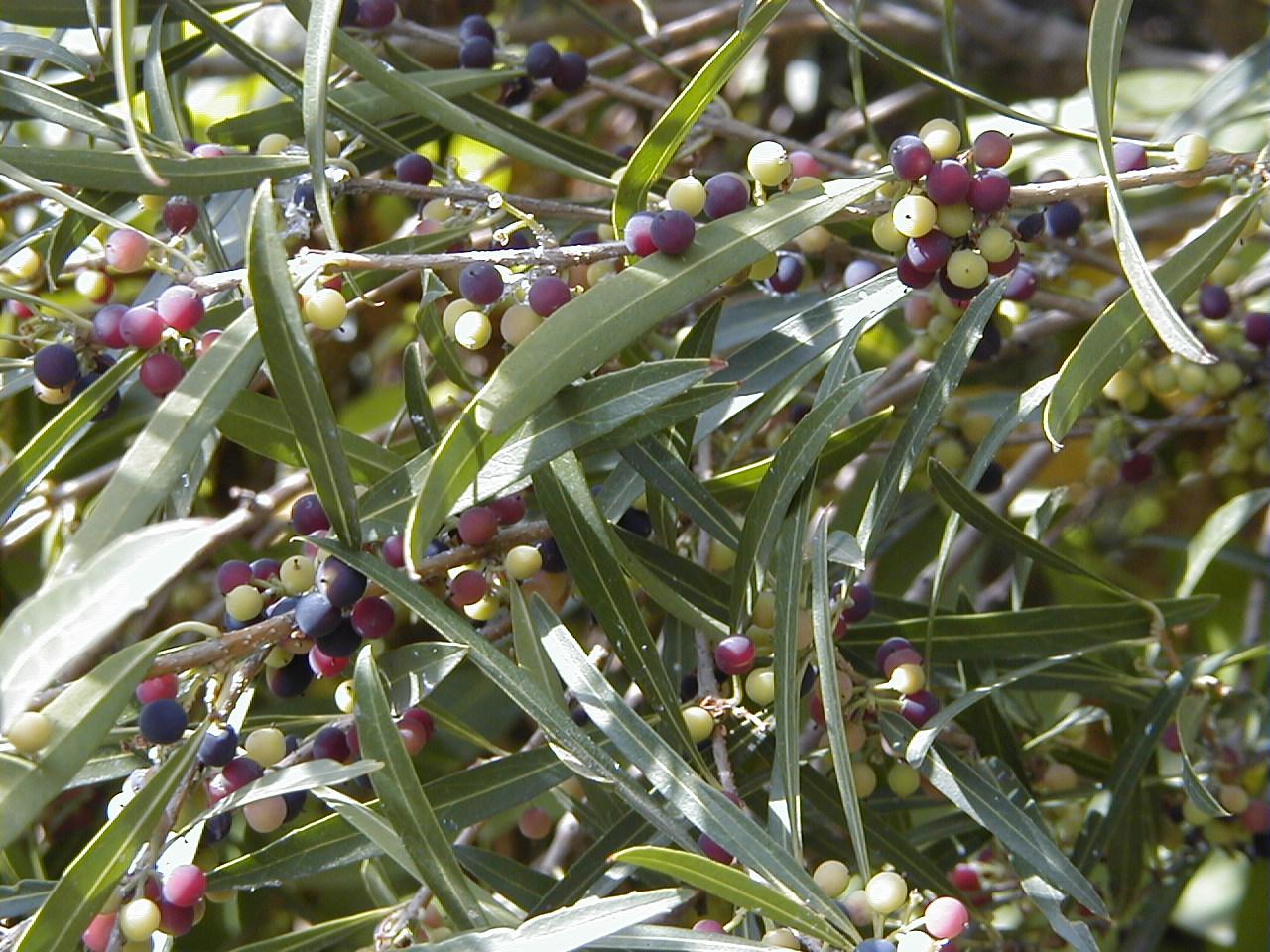
Schmalblättrige Steinlinde (Phillyrea angustifolia)

Die Steinlinden (Phillyrea) sind eine Pflanzengattung aus zwei Arten von immergrünen Sträuchern in der Familie der Ölbaumgewächse (Oleaceae). Ihr Verbreitungsgebiet erstreckt sich über Südeuropa und Kleinasien.

## Beschreibung
Die Steinlinden sind immergrüne Sträucher. Die gegenständig angeordneten Laubblätter sind ledrig, ungeteilt, kurz gestielt ganzrandig oder gezähnt.
Die Blüten sind zweihäusig getrenntgeschlechtig (diözisch) verteilt, d. h., männliche und weibliche Blüten finden sich an unterschiedlichen Sträuchern. Sie sind in gestauchten, achselständigen Trauben an vorjährigen Zweigen angeordnet. Die Einzelblüten sind weißlich, klein und duftend. Kelch und Krone sind vierteilig. Es werden zwei Griffel gebildet, die kürzer als die Staubblätter sind. Die Fruchtknoten sind oberständig und zweifächrig.
Als Früchte werden kugelige oder länglich-eiförmige, dunkel purpurfarbene bis blauschwarze Steinfrüchte gebildet, die einen Durchmesser von etwa 6 Millimeter haben. Der Steinkern ist dünnwandig und stark verholzt.

## Verbreitung
Man findet Vertreter der Gattung in Südeuropa und Kleinasien.

## Systematik
Die Gattung Phillyrea wird in der Familie der Ölbaumgewächse zur Tribus Oleeae gezählt.
In der World Checklist of Selected Plant Families der Royal Botanic Gardens, Kew werden folgende Arten anerkannt:
- Schmalblättrige Steinlinde (Phillyrea angustifolia L.): Blätter ganzrandig mit wenigen Seitennervenpaaren[3]
- Breitblättrige Steinlinde (Phillyrea latifolia L.): Blätter mit gesägtem Blattrand und mit fünf bis 12 Seitennervenpaaren

## Nachweise